# HD 133456
HD 133456，又名CP-64 3095，SAO 253024、HR 5611，是一颗恒星，视星等为6.17，位于銀經316.58，銀緯-6.09，其B1900.0坐标为赤經14h 59m 22.6s，赤緯-64° -6.09′ 16″。